# Ambyr Childers
Ambyr C. Childers (Cottonwood, 18 de julio de 1988) es una actriz estadounidense.

## Biografía
Ambyr nació en Cottonwood, Arizona y se crio en Murrieta, California. Tras aparecer en 2003 en Dickie Roberts: Former Child Star, Childers comenzó a trabajar en la telenovela All My Children interpretando el papel de Colby Chandler, desde 2006 hasta 2008. En 2012 interpretó otro de sus papeles más importantes, el de Elizabeth "E" Dodd en la película The Master.
Estuvo casada con el productor de cine Randall Emmett desde 2009 hasta 2017. Tuvieron una hija el 2 de febrero de 2010 llamada London.

## Filmografía

### Cine
| Año  | Título                            | Personaje         |
| ---- | --------------------------------- | ----------------- |
| 2003 | Dickie Roberts: Former Child Star | Barbie            |
| 2003 | Carolina                          | Joven Carolina    |
| 2011 | All things fall apart             | Sherry            |
| 2011 | House of the Rising Sun           | Chica de la jaula |
| 2011 | Setup                             | Camarera Haley    |
| 2012 | Lay the Favorite                  | Recepcionista     |
| 2012 | Playback                          | Riley             |
| 2012 | Freelancers                       | Elaine Morrison   |
| 2012 | The Master                        | Elizabeth Dodd    |
| 2013 | We are what we are                | Iris Parker       |
| 2013 | Gangster Squad                    | Chica rubia       |
| 2013 | Broken City                       | Mary              |
| 2013 | 2 Guns                            | Señora Young      |
| 2015 | Vice                              | Kelly             |
| 2018 | A Moving Romance                  | Olivia Wilson     |

### Televisión
| Año       | Título                           | Personaje        | Notas                                                       |
| --------- | -------------------------------- | ---------------- | ----------------------------------------------------------- |
| 2000      | L.A. 7                           | Excursionista #2 | 1 episodio                                                  |
| 2006-2008 | All My Children                  | Colby Chandler   | Papel regular (139 episodios)                               |
| 2014      | Ray Donovan                      | Ashley Rucker    | 2 episodios                                                 |
| 2015      | Aquarius                         | Susan Atkins     | Papel recurrente                                            |
| 2016      | Mentes criminales: sin fronteras | Natalie          | Temporada 1, episodio 10                                    |
| 2018-2019 | You                              | Candace Stone    | personaje recurrente (temporada 1), principal (temporada 2) |

## Premios y nominaciones
| Año  | Premio                   | Categoría               | Título             | Resultado |
| ---- | ------------------------ | ----------------------- | ------------------ | --------- |
| 2014 | Fangoria Chainsaw Awards | Mejor actriz de reparto | We are what we are | Nominada  |